# Рубеженский
Рубе́женский — хутор в Верхнедонском районе Ростовской области.
Входит в состав Казанского сельского поселения.

## Население
| 1989 | 2002 | 2010 |
| ---- | ---- | ---- |
| 130  | ↘127 | ↘109 |

## Улицы
На хуторе имеется одна улица: Рубеженская.